# فرانسواز فرينكل
فرانسواز فرينكل (بالبولندية: Françoise Frenkel)‏ هي بائعة كُتُب وكاتِبة بولندية، ولدت في 14 يوليو 1889 في بيوتركوف تريبونالسكي في بولندا، وتوفيت في 18 يناير 1975 في نيس في فرنسا.